# Саков (город)
Саков — древнерусский город на Днепре, являвшийся центром узкой полосы левобережных владений Киевского княжества, непосредственно граничащих с Переяславским княжеством. Первое упоминание Сакова относится к 1095 году. В 1101 году в Сакове состоялся один из съездов русских князей, на котором было заключён мир с половцами.
По словам историка Петра Толочко, Саков можно отождествить с деревней Сальков Киевской области, в которой сохранилось городище древнерусского периода. Сальков сегодня является частью Процева. Городище находится на возвышении среди заболоченной поймы левого берега Днепра. Сохранился кольцевой вал высотой 1 м и ров глубиной 2 м, окружающие площадку 23 x 26 м. Культурный слой содержит редкие обломки древнерусской гончарной керамики XII—XIII веков и обломки лепной посуды эпохи поздней бронзы. В валу обнаружены деревянные конструкции и жилые клети, забитые землей.